# Teifi
La Teifi (en gallois : Afon Teifi) est un fleuve du pays de Galles, d'une longueur de 122 km qui se jette dans la baie de Cardigan. Il forme la limite entre les comtés de Ceredigion et du Carmarthenshire sur la plus grande partie de sa longueur et avec celui du Pembrokeshire lors des cinq derniers kilomètres.